# EDBeta
EDBeta（いーでぃー・べーた）は、家庭用ビデオ方式のベータマックスをより高画質にするために開発された規格である。正式名称は「Extended Definition Beta」。
EDは、当時テレビ放送の改良規格として準備が進んでいたEDTVからとられている。なお、EDTVのEDはEnhanced Definitionの略も込められている。

## 概要
ベータマックスの規格主幹であるソニーが、ベータマックスをより高画質化するために開発したフォーマットである。
順序としては、初期のノーマルなベータに対し、テープはそのままに、記録信号の周波数を高めたハイバンドベータ、及び更に高画質化したSHBベータがあり、EDBetaはその次の高画質規格であった。最終的にこの規格はソニーのみが取り扱い、他メーカーはテープメーカーも含めて一切関わらなかった。また、このあとは家庭用にも全く別のデジタル記録によるビデオ規格が開発されて行くため、ベータフォーマットでの高画質化はEDBetaで最後となった。

### 開発に至る経緯
背景には、1987年1月に日本ビクター（現　JVCケンウッド）がVHSの高画質規格であるS-VHSを発表したことにある。それまでVHSより画質の面で有利とされていたベータのアドバンテージが大きく揺らぐこととなったため、対抗するためわずか2ヶ月でのスピード発表となった。

### 規格開発発表
規格の発表は1987年3月に行われた。
この時点で、再生機および再生用ソフトが準備されていた。発表に使われた再生機はテープを挿入するデッキ部分と信号を処理する部分の2つに分かれたもので、前面に透明なアクリルが施されたものだった。このデザインが好評だったため、後に商品化されたEDBetaの家庭用デッキには同様の前面にアクリルを施したデザインが採用された。
発表時に流された映像は、水平解像度500本を表示できているテストパターンの他、風景映像などを撮影したものだった。実際に商品を発売するまではそれから約半年後の9月であり、S-VHSが発売されてから5ヶ月が経過していた。

### 開発発表のときの公表内容
- 水平解像度500本（S-VHSは400本）
- 専用塗布メタルテープ（S-VHSは高性能コバルトドープ系酸化鉄テープ）
- EDベータ専用テープはノーマルベータデッキで録画不可（S-VHSテープはVHSデッキで録画可能）
- FM輝度信号の記録はホワイトピークレベル8.6MHz（S-VHSは7MHz）、周波数偏移幅（デビエーション）は1.8MHz
- 新開発のTSSヘッド及びテープスタビライザーで高画質と安定性を図った。
- 録画モードはEDベータⅡ、EDベータⅢ
- カラー信号及びリニアトラック音声・Hi-Fi音声は従来と同じ。
- S-VHSで先に商品化されていたS端子への対応

メタルテープの採用はこれまでのベータテープで使われた酸化鉄の磁性体と比べ磁気特性が大きく違い（単純比較で約4倍と言われていた）互換性を捨てるような行為であり、これまでの互換性をある程度保ったS-VHSとの差別化となっている。これは先に発売されていた放送業務用のベータカムSPですでにメタルテープを採用していたため、新規開発を大きくすることなくわずか2ヶ月で開発発表が可能となった。

## 商品化
民生機（家庭用）として発売されたのは、ビデオデッキ5機種、カムコーダ（ビデオカメラ）1機種、専用メタルテープ4種である。商品化に際し、以下の点が開発時から変更された。
- FM輝度信号の記録はホワイトピークレベル9.3MHz、周波数偏移幅は2.5MHz

変更理由について、商品化発表時に「ダビング時のSN比を良くするため」と説明されている。
記載されている定価は発売当初のもの。途中で消費税が施行され物品税が廃止されたため、定価の変更が行われている。

### 家庭用

#### ビデオデッキ
全てのビデオデッキで、当時充実してきたBSチューナーを搭載しておらず、アナログ地上波のチューナーのみとなっている。EDベータだけではなく、ノーマルのベータ及びハイバンドベータ記録が可能。ハイファイ対応。ただしβⅠsおよびSHBでの録画機能は搭載されていない（再生は可能）。テープ挿入口に、正式名称である「Extended Definition Beta」の記載と、サイドウッドとシューがつくというデザイン面での統一が図られている。それまでのソニーのベータ機種と違い、特殊再生が全て8ビットデジタル処理となった。なお、型番千番台が奇数の機種はボディカラーがブラック、偶数の機種はシルバーである。
- EDV-9000（定価295,000円　1987年9月発売）

編集機能を充実させたフラッグシップモデル。最初に発売され、いちばん最後まで生産販売された。前年に発売されたSHBベータ機のSL-HF3000がベースとなっており、ジョグダイヤルやシャトルリンク、編集プログラム数や編集時の誤差（±3フレーム以内）などが共通している。
発売当時はキャンペーンとして、写真家の前田真三がハイビジョン機材を使用して北海道美瑛町を撮影した「四季の丘　夏」が付属した。元の16:9の映像の両サイドを切って4:3にしたバージョンだった。
なお、「ラジオライフ」誌の付録に掲載された方法で、公的に発表された方法ではないが、特定の操作によりβⅠsモードでの録画が可能であった。発売時期によって、正面アクリルパネル四隅の処理に多少の違いがある。
- EDV-5000（定価189,000円　1987年11月発売）

ベーシックモデル。SHBベータでいうSL-HF1000D（1986年12月発売）に近いが、ローディングメカニズムが新規となったため、1000Dで特徴的だったリニアケースティングメカは不採用となった。
1000Dでオプションだったサイドウッドとアダプタシューが標準で付いている。回転ヘッドに目詰まりが多いため、非売品の乾式クリーニングテープが付属されていた。全機種の中で唯一、FE（フライングイレースヘッド）が不採用なため、重ね取りの冒頭に盛大なレインボーノイズが出る。
EDV-9000と同じく、発売当時はキャンペーンとして「四季の丘　夏」が付属した。新ローディングメカのため、再生時に巻き戻しにすると、ギア切り替えの動作が入りレスポンスが遅れる。これは本機のみの現象で他のベータ機ではほぼ見かけない。（VHSでは全メーカーにおいてほぼ同様の事象が発生していた）
- EDV-7000（定価220,000円　1988年6月発売）

外部BSチューナー（ソニー製）と連携して予約録画ができる「BSコントロール」搭載機種。デザイン面での特徴として本体右側にある「シャトルエディット」とあるレバー状の押しボタンで、録画中の編集点を決めることが可能。この押しボタンは再生一時停止でも操作可能だが速度が前後1/4倍速のみで実用的ではなかった。
- EDV-8000（定価220,000円　1989年発売）

本体前面のデザインが、操作ボタンが電源とテープイジェクトボタンのみで、その他の操作ボタンは全て内ぶたに収納されている。前機種の7000と同じシャトルエディットを搭載、小画面で確認できるなど使い勝手を向上させている。本機のシャトルエディットはダイヤル状で、傾ける角度で速度が可変する実用的なものとなった。
- EDV-6000（定価175,000円　1990年3月発売）

最後に発売されたEDベータ。7000から本体のシャトルエディットを省いたデザイン（シャトルエディットはリモコンのみとなった）。

### カムコーダー（ビデオカメラ）
- EDC-50（定価730,000円　1988年発売）

EDベータ専用ビデオカメラ、通称ED CAM(カム)。それまでのベータムービーと全く異なり、より業務用ライクなデザイン、色信号と輝度信号で撮像体を分けた2CCD方式、レンズを交換できるマウント式（標準としてタムロン製10倍ズームレンズ付属）、カメラ部とデッキ部を分離して組み換えが可能なセパレート式などが大きな特徴。カメラ部の水平解像度は550本と、EDベータの記録できる解像度を上回るように設計されていた。ボディカラーはグレーでカセット挿入蓋に「EDCAM」の字が印字されている。

### ビデオテープ
EDベータは録画再生を専用の塗布型メタルテープで行う（通常のベータは酸化鉄テープのみ)。形状はベータテープとほぼ同じだが、専用テープの検出孔がテープ裏面の中央やや上部にあり、これが専用テープであることと、テープの厚みをデッキに伝えている。誤消去防止も従来と違い、テープ裏面の右端上部に赤いスライド状のものとなっている。（押し込んだ場合録画不可となる）従来の誤消去防止のツメは初めから空いた状態とされており、従来デッキでの録画ができないようにされている。この形式は、放送・業務用であるベータカムのテープと同じである。また、テープのリッドはベータカムSPと同じであり、ベータカムSPも塗布型メタルテープのため、流用することが可能であるが、メーカは推奨しておらずメリットはあまりない。
生テープは発売時期により4期に分かれており、型番の末尾が変更されている。記録時間別に初期に2種類が発売され、2期目のモデルチェンジで4種類を発売、3期目に３種となった。この他に、EL-85も店頭用デモソフト向けに製造されているが、録画用生テープとしては販売されていない。種類と発売時期は以下の通り。
発売されたテープ一覧
| 種類   | 記録再生時間           | 1期目                              | 2期目                                                                                     | 3期目             | 4期目 | 定価 1期目 | 定価2,3期目 |
| ------ | ---------------------- | ---------------------------------- | ----------------------------------------------------------------------------------------- | ----------------- | --- | ---------- | ----------- |
| EL-125 | EDβⅡ 30分／EDβⅢ 45分   |                                    | EL-125N                                                                                   |                   | |            | 2,000円     |
| EL-250 | EDβⅡ 60分／EDβⅢ 90分   | EL-250                             | EL-250N                                                                                   | EL-250A           | EL-250B | 2,800円    | 2,400円     |
| EL-500 | EDβⅡ 120分／EDβⅢ 180分 | EL-500                             | EL-500N                                                                                   | EL-500A           | EL-500B | 3,500円    | 3,000円     |
| EL-750 | EDβⅡ 180分／EDβⅢ 270分 |                                    | EL-750N                                                                                   | EL-750A           | EL-750B |            |             |
| 備考   |                        | 1987年9月発売 真ん中が透明のパック | 1988年末発売 パッケージがブラック基調 超微粒子磁性体DIG NAX使用 EL-750Nは後で追加された。 | HiPackingマーク付 | 1995年2月発売 発売時は幅広ウインドウだったが 後期はベータカムのリッド型が 流用されインデックス部が広くなった。 |            |             |

### ビデオソフト
高画質を生かしたソフトがいくつか発売されたが、他のビデオフォーマットに比べて極端に少なく、入手もソニー専門店や大型CDショップなどごく限られた範囲でしか取り扱われなかった。

#### 最初に発売されたソフト
最初に発売されたのは以下の4本。
- キャスリーン・バトル　リリック・ソプラノ

アメリカの歌手、キャスリーン・バトルのライブビデオ。1987年5月、東京人見記念講堂でハイビジョン収録、全18曲。
- 四物遊撃　サムルノリVSサントリーホール

コリアンパーカッションのサムルノリのサントリーホール公演。4本中このソフトのみD-2収録。87年9月収録
- 「四季の丘　夏」
- 「四季の丘　秋」

最初に発売されたビデオデッキに付属されていた配布版「四季の丘　夏」を販売用版として発売、写真家の前田真三が撮影したハイビジョン作品。配布版と違い、上下に黒帯の入った、ハイビジョンと同じ16:9のアスペクト比映像となっている。ピアノ演奏は中村由利子。

#### その他のソフト
後に出たソフトには以下のとおり。
環境映像
- 四季の丘　冬
- 四季の丘　春
- 四季の丘　春夏秋冬（総集編）
- 巴里

映画
- 私をスキーに連れてって
- グッドモーニング・バビロン!
- レインマン
- マダム・スザーツカ

#### 音楽
- ザ・ガッドギャング　デジタルライヴ

#### その他
- Wow!'88キャンペーンギャルズ
- THE TEST TAPE

### 業務用機器
EDW-95
放送業務用としてEDV9000をベースとしたデッキ。ボディカラーはホワイトシルバー。背面は映像のみBNC入出力であるものの、音声はピンプラグとなっている。チューナーレス。
EDW-150
EDC-50をベースに、BNCコネクタスやキャノンプラグのマイク入力、レンズがフジノン製12倍等業務用にリファレンスされた機種。民生用にあった"2CCD"の文字がボディー側面に無い。

### 海外での展開
EDV-9500（カナダではEDV-9300）
日本のEDV-9000をベースとした北米版
EDV-7500（カナダではEDV-7300）
日本のEDV-7000をベースとした北米版
EDC-55　
日本のEDC-50をベースとした北米版

## 発売後の状況
EDベータの発売前からすでにベータとVHSはフォーマット戦争としては終結している段階であり、ベータはマニア向けといった印象もあったため、それらを覆すには至らなかった。
SD方式で水平解像度400本を先に出してきたS-VHS自体も、デビュー当初は多くのメーカーから機器もテープも発売され非常に華やかではあったが、VHSが極端に低廉化したこともあり、そのものが主役にはなりきれていなかった。
EDベータの水平解像度500本は、当時の規格としては放送業務用も含め抜き出た数値で、逆にソフト化するための素材としてこのスペックを満たすものが存在していなかった。EDベータソフトの元となったマスターはD-2方式（水平解像度480本）や1インチVTR（水平解像度約400本）などで、その解像度の高さはもてあまし気味であった。EDベータを唯一超えたのは1993年に発表発売されたW-VHSのSD記録（輝度信号6.5MHz）の520本であったが、こちらはまったく普及せずに終わった。
EDベータはむしろ水平解像度ばかり高くなり、カラーは従来と同様の低域変換であるためカラー解像度が低く盛大に色が飽和するなど、総合的な画質のバランスが取れておらずマニアからの評判も今一つで、緩やかに終焉に向かっていく状況となった。
また、ベータマックスの発売（誕生）15周年記念として1990年に発売されたフラッグシップモデルとも言えるデッキ SL2100には、SHBベータのβⅠsが搭載され、アクリルパネルと総タッチパネル、双方向リモコン、録画再生独立ヘッド、S端子による映像入出力端子など意欲的であるにもかかわらず、EDベータの録画再生機能が盛り込まれておらず、その流れは中途半端で終わることとなった。
このあとは1995年以降に全く新しいテープフォーマットとしてDV方式が採用されたビデオカメラやデッキが発売され、水平解像度も500本あり、カラー解像度もテレビ方式を上回る高画質なフォーマットが出ると、たちまち家庭用ビデオカメラの標準方式となり、アナログのビデオ全般がこのあと終焉を迎えていく。
2002年4月の時点において、EDベータ対応の据置型機種として唯一、最後までラインアップに残されていたEDV-9000も同年8月を以って生産終了となり、名実共にEDベータは発売開始から15年の歴史に幕を下ろすこととなった。